# (14511) Nickel
(14511) Nickel est un astéroïde de la ceinture principale.

## Description
(14511) Nickel est un astéroïde de la ceinture principale. Il fut découvert le 11 mars 1996 à Kitt Peak par le projet Spacewatch. Il présente une orbite caractérisée par un demi-grand axe de 2,38 UA, une excentricité de 0,12 et une inclinaison de 7,7° par rapport à l'écliptique.

## Compléments